# بمبة كشر (فلم)
بمبة كشر هو فيلم مصري أنتج سنة 1974م بطولة نادية الجندي ومن إخراج حسن الإمام والكاتب جليل البنداري ومحمد مصطفى سامي ومن إنتاج عماد حمدي وتوزيع نادية الجندي.

## قصة الفيلم
يحكي الفيلم عن قصة الراقصة الشهيرة المصرية بمبة كشر يتزوج الدبلوماسي محمود من الراقصة بمبة وينجبان طفلتهما ليلى، يجبره والده رأفت باشا على تطليقها ويأخذ الجد حفيدته لتربيتها، يسافر محمود إلى الخارج . تصبح بمبه من ألمع الراقصات ويصبح بيتها ملتقى للباشاوات من بينهم رأفت الذي يهيم بها حباً دون أن يعلم حقيقتها يعود محمود الذي يفاجأ بعلاقة والده ببمبه، يموت الأب من الصدمة عندما يعلم حقيقة بمبه، تتزوج ليلى ويتزوج محمود من بمبه مرة أخرى ليعوضا سنوات الحرمان.
عرض الفيلم سنة 1974 فحمل كل الأرقام القياسية في العالم العربي وعرفت فيه النجمة القديرة نادية الجندي كممثلة ومغنية وراقصة بجانب أنها منتجة فاحتل المركز الأول في شباك التذاكر في العالم العربي لتدخل عبره الفنانة نادية الجندي إلى عالم النجومية ونجوم الصف الأول .

## طاقم العمل

### الممثلون
| - نادية الجندي: بمبة كشر - سمير صبري:محمود - سعيد صالح:الشيخ سيد الصفتي - أمينة رزق:شريفة هانم - خيرية أحمد:نبوية | - عماد حمدي:رأفت باشا - يونس شلبي - سعاد محمد: مطربة - شفيق جلال:مشمشيه - محمد نجم | - فريدة يوسف - رجاء أمين - صفاء أبو السعود: أوسة - حسن مصطفى:حسب الله - أحمد غانم | - مظهر أبو النجا:شوكت باشا - محمد شوقي: بسيوني باشا - ماجدة حمادة:ليلى - حسين الإمام:هشام - فتحية شاهين:نازلي هانم |

## هوامش
- البطولة المُطلقة الأولى لسمير صبري بترشيح من وزير الثقافة آنذاك يوسف السباعي .. وذلك بعد اعتذار النجم محمود ياسين عن الدور لارتباطه بمجموعة أفلام وقتها.
- موسيقى وأغاني الفيلم مزيج بين ألحان ملحنين معاصرين وقدامى ومختارات من أغاني التراث المصري القديم.
- تسبب الفيلم في أزمة مالية طاحنة للفنان عماد حمدي الذي شارك في إنتاجه بمبلغ ضخم ولم يستطع تحقيق مكاسب مادية أو حتى تعويض ما صرفه.
- البطولة المطلقة الأولى سينمائيا للفنانة نادية الجندي.
- بلغت تكاليف إنتاج فيلم «بمبة كشر» 1974 مبلغ 55 ألف جنيه، وحقق إيرادات بلغت 52442 جنيها في 16 إسبوع عرض بسينما ريفولى بالقاهرة.